# Апогей страха

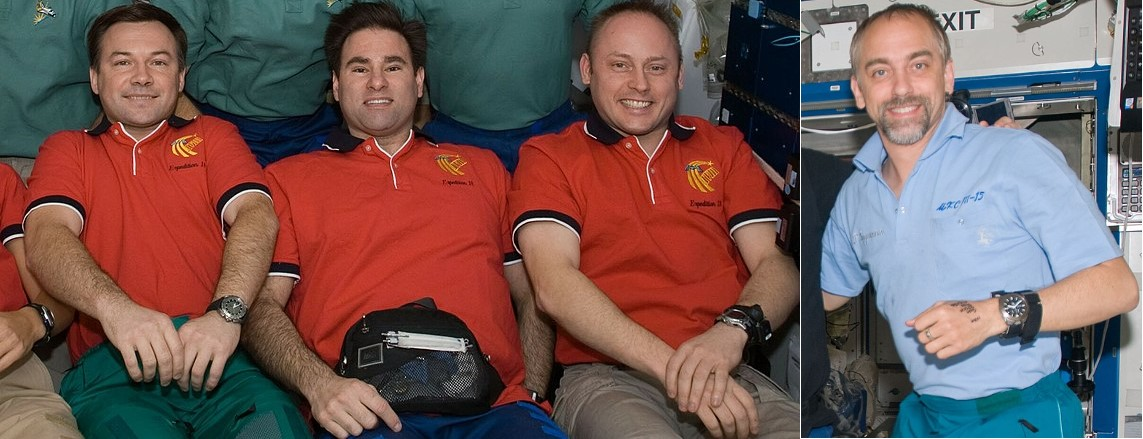

Апоге́й стра́ха (англ. Apogee of Fear) — комедийный короткометражный фильм 2012 года. Снят Ричардом Гэрриотом по сценарию и сюжетным элементам, которые он заимствовал у писателя-фантаста Трейси Хикмана; основная съёмка фильма была произведена во время пребывания Гэрриота на борту Международной космической станции в качестве участника космического полета в октябре 2008 года.

## Сюжет
Фильм начинается с фальшивого превью фильма «Великолепная пятерка плюс один», в котором команда космической станции представлена как кинозвёзды. Ричард Гэрриот объявлен как «Участник перестрелки» — сатирический намёк на его официальный статус «Участника космического полета».
Серия движущихся изображений под титрами приближает нас к космическому кораблю «Союз», отлетающему от Международной космической станции, на борту которого Гэрриот, Волков и Кононенко возвращаются на Землю. Финке и Чамитофф машут на прощание, но выражают свое облегчение по поводу отлёта Гэрриота, поскольку он раздражал их своими постоянными разговорами о компьютерных играх. Лончаков настаивает, чтобы все они вернулись к работе.
Неделю спустя Чамитофф и Финке начинают скучать по Гэрриотту. Чамитофф больше не может жонглировать без Гэрриота. Космонавты спорят, кто из них висит вверх ногами, и Финке замечает, что Гэрриот хорошо улаживал споры. В этот момент Лончаков указывает, что потребление кислорода на борту станции слишком велико. Экипаж предполагает, что на станцию вторглись межзвёздные пришельцы. Начинается поиск нетипичных локаций на станции. В конце концов оказывается, что кислород потреблял Гэрриот — он никуда не улетел, а остался на станции.
Космонавты прикидывают, что даже с учётом Гэрриота расход кислорода слишком велик. Оказывается, на станции находится ещё и пожилая мама Гэрриота, которая приехала за своим «мальчиком», чтобы забрать его домой.
Продолжительность готового фильма составляет чуть более восьми минут. Он включает многочисленные отсылки к классическим научно-фантастическим фильмам, включая «День, когда Земля остановилась», «Запретная планета» и «В поисках Галактики».

## В ролях
- Юрий Лончаков в роли самого себя
- Майкл Финк в роли самого себя
- Грегори Чамитофф в роли самого себя
- Ричард Гэрриот в роли «Участника космического полёта»
- Хелен Гэрриот в роли «матери участника космического полёта»

## Подготовка к производству
По контракту с Гэрриотом, Хикман неспешно начал разработку и подготовку к производству с Project Icarus. После того, как Гэрриот утвердил сценарий, элементы «ложного превью» и «вступительные титры» фильма были созданы ещё до полёта и предварительно загружены на полётную камеру Гэрриота. Вступительные титры были наложены на графику, созданную профессиональным художником по анимационной графике Кертисом Хикманом, сыном Трейси Хикмана. Элементы фонового видео для «превью» были сняты Хикманом в разных местах в окрестностях Сент-Джорджа, штат Юта. Элементы зелёного экрана матери Ричарда, Хелен Гэрриот, были сняты в её доме в Лас-Вегасе.
У проекта «Икар» были очень строгие требования: фильм не мог повлиять на график работы съёмочной группы, не мог значительно увеличить ограничения по весу и объёму полезной нагрузки и должен был представлять собой полностью выполненную и законченную историю. В дополнение к видеоэлементам, Хикман подготовил файл презентации PowerPoint, содержащий инструкции по съёмке и подсказки (на английском и русском языках), которые съёмочной группе можно было просматривать с помощью ноутбука во время съёмок на борту МКС.

## Производство
Гэрриот, в качестве частного исследователя космоса, вылетел на околоземную орбиту на корабле «Союз ТМА-13» 12 октября 2008 г., его космический корабль состыковался 14-го и вернулся он 24 октября после 10 дней пребывания на борту МКС. Он носил с собой предметы[что?] под кодовым названием Икар.
Оригинальный сценарий был написан для равноправного участия всех шести человек на борту. Когда Гэрриот представил эту идею космонавтам и астронавтам на борту, все были в восторге от проекта. В конечном итоге, Волков и Кононенко отказались от участия по личным причинам, хотя по-прежнему поддерживали проект. Это потребовало от Гэрриота реструктуризации съемок сценария и самого сценария на орбите.
Сцены снимались последовательно в личное время съемочной группы, чтобы никак не влиять на их рабочий график. Сцены снимались в течение нескольких дней, поэтому на настройку и съемку эпизодов в любой день уходило всего несколько минут.

Гэрриот описал съемку фильма в условиях микрогравитации как сложную задачу, несмотря на её тщательное планирование. Реквизит дрейфовал, а вентиляторы создавали фоновый шум. Будучи новичком в космосе, Гэрриот столкнулся с тем, что врезался в стены и сбрасывал разные предметы с закреплённых на липучках мест на стенах станции. Он описал жизнь в космосе как 
требующую рассчитанных, осторожных движений, неподходящих для сцен блокбастеров.

## Этап post-production
По возвращении Гэрриота в свои апартаменты в Звёздном городке, Россия, сразу после полёта, он загрузил исходные файлы HD-видео со своей камеры на защищенный интернет-сервер, что позволило Хикману почти сразу загрузить их в свой офис в Южном Джордане, штат Юта. Черновой монтаж фильма был завершён в течение недели. Оригинальный фильм был снят в широкоэкранном формате 16:9 с разрешением 1080i HD. Впоследствии это было преобразовано[что?] в анаморфотный широкоэкранный стандарт NTSC.

## Релиз
Первоначально Гэрриот намеревался выпустить этот фильм вместе с документальным фильмом «Человек в миссии», который следует за путешествием Гэрриота в космос и был выпущен 13 января 2012 года, но НАСА изначально отказало в разрешении, сославшись на то, что съёмки фильма «Апогей страха» «не являются частью его первоначального соглашения о космическом акте с НАСА». Гэрриот предположил, что НАСА выступило против фильма, потому что он был 
слишком игривым для их бренда.
С некоторыми исправлениями и заявлениями, сделанными по указанию НАСА, Апогей страха (англ.:Apogee of Fear), в конечном итоге, был выпущен. Фильм доступен как специальный фильм на DVD Man on a Mission. DVD доступен в разделе «Функции первого запуска»[что?].